# Zelotes albomaculatus
Zelotes albomaculatus är en spindelart som först beskrevs av O. Pickard-Cambridge 1901.  Zelotes albomaculatus ingår i släktet Zelotes och familjen plattbuksspindlar. Inga underarter finns listade i Catalogue of Life.